# 北马
北马，即为马来西亚北部。北马狭义指玻璃市、吉打、槟城和霹雳的吉辇县；广义则指马来西亚的北部州属。从这里坐车到新山一般要7小时，到吉隆坡则要4小时。

## 种族
这里的种族多为马来人，华人多数聚集在槟城、 吉打、玻璃市和霹雳的太平一带。这里也有不少的土著以及印度人。

## 华人方言
当地华人以北馬福建话（漳州闽南语，与南马的泉州闽南语有少许差异）或北马潮州话为主要方言。

## 分区
以下为北马下的城市和县份。
玻璃市：加央（含亚娄、巴东勿刹）
吉打：亚罗士打市（含波各先那）、双溪大年、浮罗交怡、居林、华玲县、万拉峇鲁县、古邦巴素县、巴东得腊县、本同县、锡县、铅县
槟城：槟岛市（含峇六拜和浮罗山背）、威省（含北海、大山脚和高渊）
霹雳：吉辇县（含巴里文打和峇眼色海）、玲珑、高乌、宜力、司南马
有时也包括霹雳州太平、江沙、吉兰丹州和登嘉楼州全境。

## 气候
这里的气候往往会出现极大的差别：不是很冷，就是很热。相较于北马，南马的天气差别并不是很大。马来西亚有史以来的最高温度便是于1998年4月9日，在有“大马火炉”之称的玻璃市朱宾记录到40.1℃度；而玻璃市也曾在2014年1月20日温度跌至21℃，温度差别极大。

## 接壤
北马有3个州属：玻璃市、吉打、霹雳与泰国接壤。

## 饮食
北马饮食虽类似中南马，但由于受到泰国饮食文化影响，口味重酸重辣。